# Aristolochia setosa
Aristolochia setosa är en piprankeväxtart som beskrevs av Pierre Étienne Simon Duchartre. Aristolochia setosa ingår i släktet piprankor, och familjen piprankeväxter. Inga underarter finns listade i Catalogue of Life.